# Depolarisation (Wellenausbreitung)
Depolarisation ist allgemein eine Veränderung der Polarisation einer elektromagnetischen Welle durch Einflüsse wie Reflexion oder Beugung der Welle an Hindernissen.
Bei Licht wirkt sich diese Veränderung als eine Verringerung des Polarisationsgrades während der Ausbreitung aus. Bei Radiowellen und Mikrowellen überlagern sich die einzelnen Anteile unterschiedlicher Polarisation wieder zu einer gemeinsamen Polarisationsrichtung, die sich von der ursprünglich ausgesendeten Polarisationsrichtung unterscheidet und deshalb als Drehung der Polarisationsrichtung messbar wird.
Genutzt wird dieser Effekt zum Beispiel bei polarimetrischen Niederschlagsradargeräten als Messung des Depolarisationsverhältnisses sowohl bei linearer Polarisation (als englisch Linear Depolarisation Ratio, LDR) als auch bei zirkularer Polarisation (als englisch Circular Depolarisation Ratio, CDR), um aus der Veränderung der Polarisation Rückschlüsse auf die rückstreuenden Objekte schließen zu können. Das Depolarisationsverhältnis ist das Verhältnis des kreuzpolarisierten Anteils der Welle zum Anteil mit ursprünglicher Polarisation.